# Złocenie

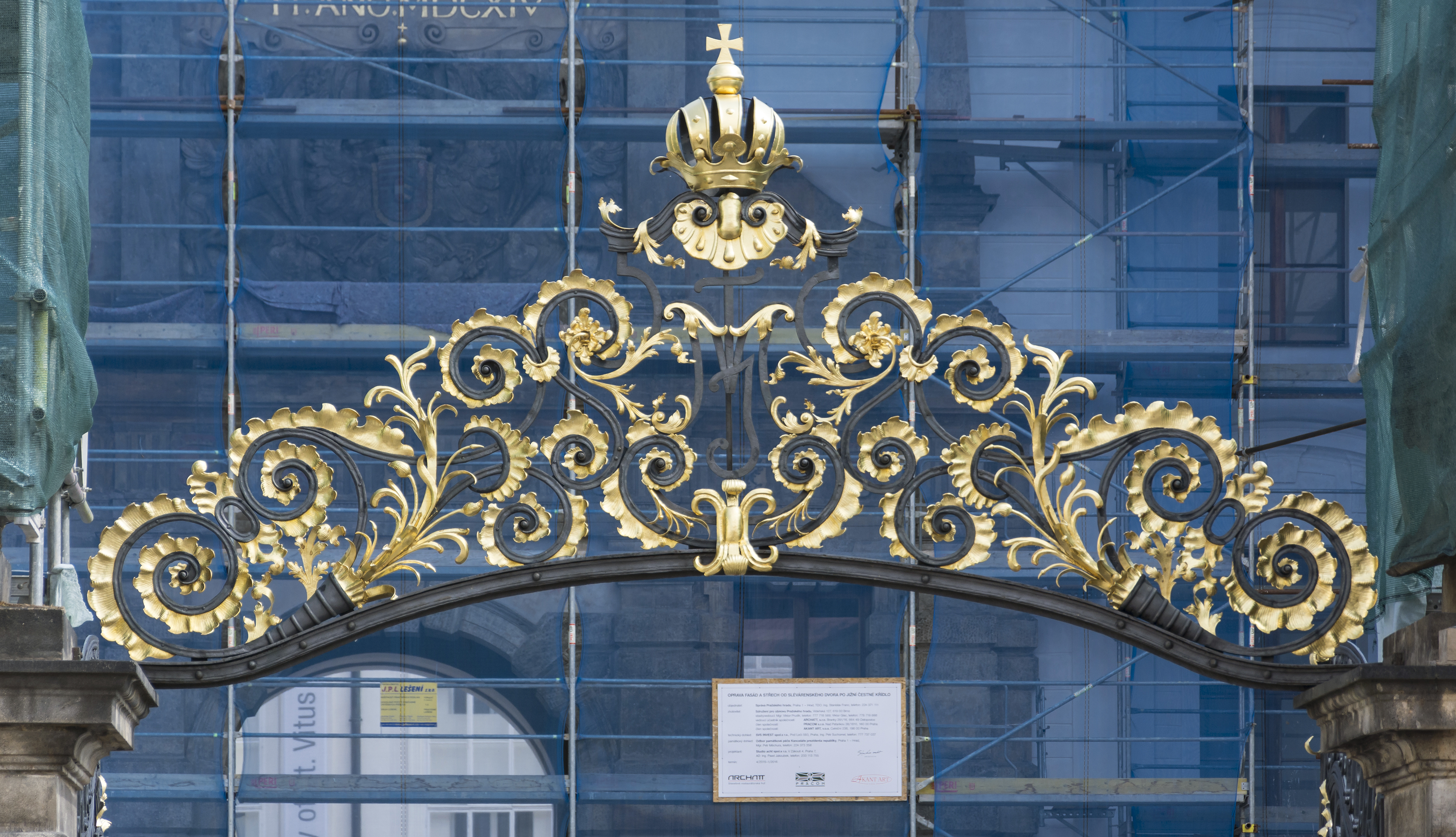
Złocona brama w Nowym Zamku Królewskim w Pradze

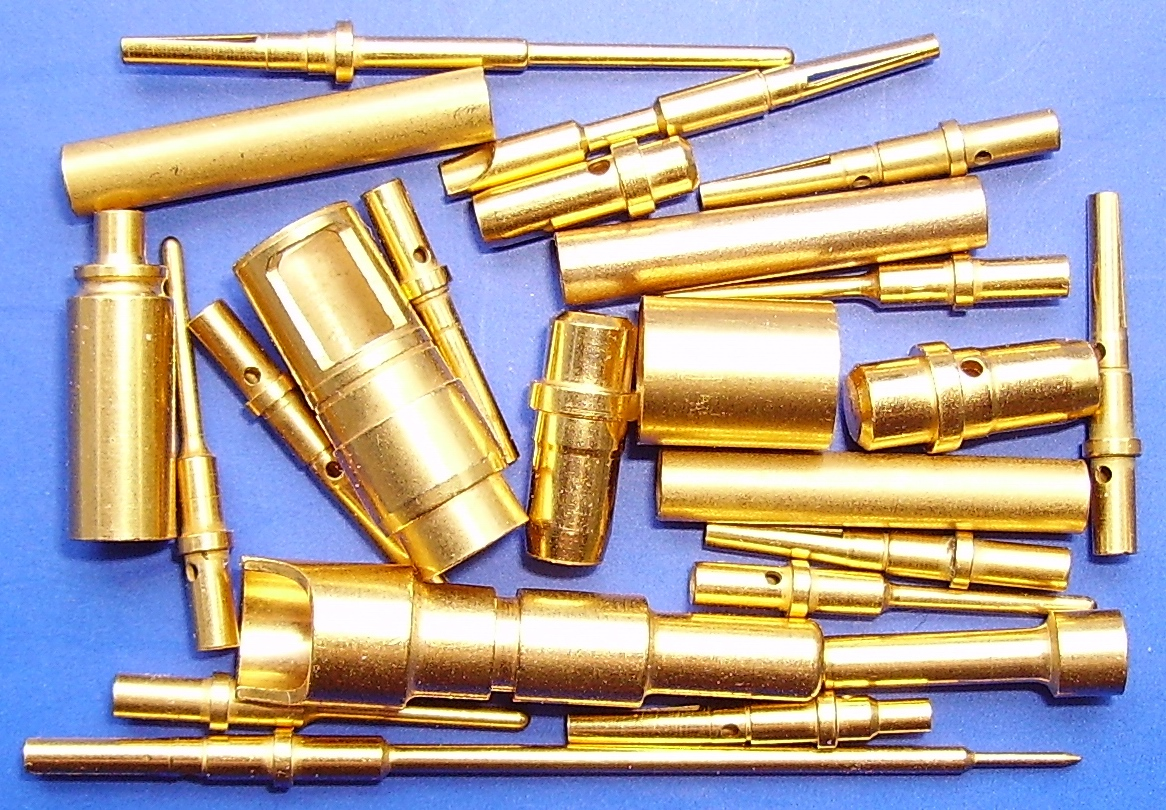
Złocone elektroniczne elementy stykowe

Złocenie (pozłacanie) – pokrywanie powierzchni przedmiotu cienką warstwą złota. 
W przypadku podłoży metalicznych złocenie jest procesem elektrolitycznym lub chemicznym. 
Chemiczne osadzanie złota zachodzi poprzez reakcje wymiany, na drodze kontaktowej, na drodze katalitycznej. Wykonuje się także złocenie tamponowe (technika selektywnego pokrycia).
Elektrolityczne pokrywanie złotem może odbywać się w kąpielach:
- alkalicznych,
- neutralnych,
- słabo kwaśnych,
- siarczanowych
- żelazocyjankowych.

Złoceniem nazywa się również malowanie przedmiotów farbą zawierającą pewną ilość sproszkowanego złota.